# Mokrzyca (sielsowiet Zanarocz)
Mokrzyca (biał. Мокрыца; ros. Мокрица) – dawna kolonia. Tereny, na których była położona, leżą obecnie na Białorusi, w obwodzie mińskim, w rejonie miadzielskim, w sielsowiecie Zanarocz.

## Historia
W czasach zaborów w gminie Zanarocz, w powiecie święciańskim, w guberni wileńskiej Imperium Rosyjskiego.
Po I wojnie światowej pod administracją polską, w Zarządzie Cywilnym Ziem Wschodnich. W latach 1920–1922 w składzie Litwy Środkowej.
Od 11 kwietnia 1922 kolonia leżała w Polsce, w województwie wileńskim, w powiecie święciańskim, od 1926 roku w powiecie postawskim, w gminie Kobylnik.
W 1931 w 2 domach zamieszkiwało 9 osób.
W 1938 roku miejscowość należała do gromady Stachowce gminy Kobylnik.